# Yankee Station

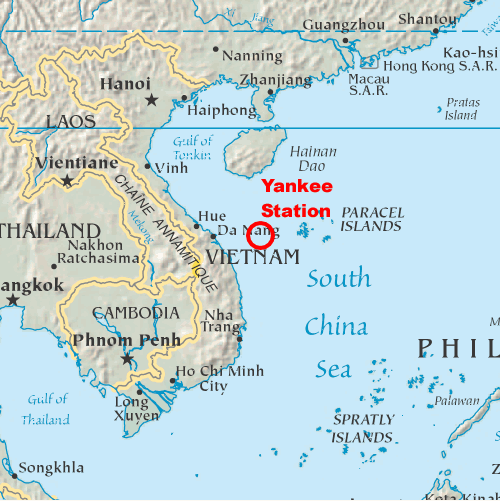
Yankee Stations läge i sydkinesiska havet.

Yankee Station eller Point Yankee är en plats i Sydkinesiska havet, ungefär mitt emellan Da Nang i Vietnam och Paracelöarna, cirka 250 km söder om Hainan.
Det var från Yankee Station som amerikanska flottans hangarfartyg i Stridsgrupp 77 genomförde sina flygoperationer mot Nordvietnam under Vietnamkriget. Normal var tre hangarfartyg stationerade vid Yankee Station, ett som bedrev flygoperationer från midnatt till middag, ett från middag till midnatt och ett från gryning till skymning. På så sätt kunde flygoperationer genomföras dygnet runt, med extra kapacitet under dygnets ljusa timmar, samtidigt som besättningarna fick tillräckligt med vila. Som mest var sex hangarfartyg på plats under operation Linebacker.
Namnet härstammar från att platsen första gången användes som utgångspunkt för operation Yankee Team som inleddes 17 maj 1964. Operationen som bedrevs i samarbete mellan flottan och flygvapnet syftade till att genomföra spaningsflygningar mot Ho Chi Minhleden i Laos. Operationens namn härstammar från baseboll-laget New York Yankees, och inte från bokstaven Y i det amerikanska bokstaveringsalfabetet.
Yankee Station förknippas ofta med Tonkinbukten, trots att den ligger över 100 km sydöst om Tonkinbukten. Farvattnen utanför Nordvietnams kust var allt för farliga för de dyrbara och strategiskt viktiga hangarfartygen.
En motsvarande station, Dixie Station, fanns längre söderut, utanför Phan Rang, för flygoperationer mot FNL-gerillan i södra Vietnam.